# Centro Cultural Nacional Hispano
El Centro Cultural Nacional Hispano (en inglés: National Hispanic Cultural Center) en Albuquerque, Nuevo México es un establecimiento creado para preservar y promover la cultura del mundo de habla española en Estados Unidos. El NHCC se encuentra en el valle del sur de Albuquerque, justo al sur del centro de la ciudad , en la avenida César Chávez y 4th St. , y cuenta con una variedad de la arquitectura que incluye una escuela de estilo hacienda renovadq y modernos edificios como las pirámides mayas estilizadas.
El Centro Cultural Nacional Hispano ( NHCC ) se dedica al estudio, la promoción y la presentación de la cultura hispana  las artes y las humanidades . Desde su inauguración en el 2000, el NHCC ha organizado más de 20 exposiciones de arte y 400 programas en lo visual, presentaciones , y actos de las artes literarias . En los eventos han aparecido artistas locales, nacionales e internacionales , académicos y artistas.